# Saliente de Ypres
El saliente de Ypres fue campo de batalla durante la Primera Guerra Mundial, localizado alrededor de la ciudad belga y una parte extremadamente importante del frente occidental. Se llama así por las tropas británicas.

## Localización

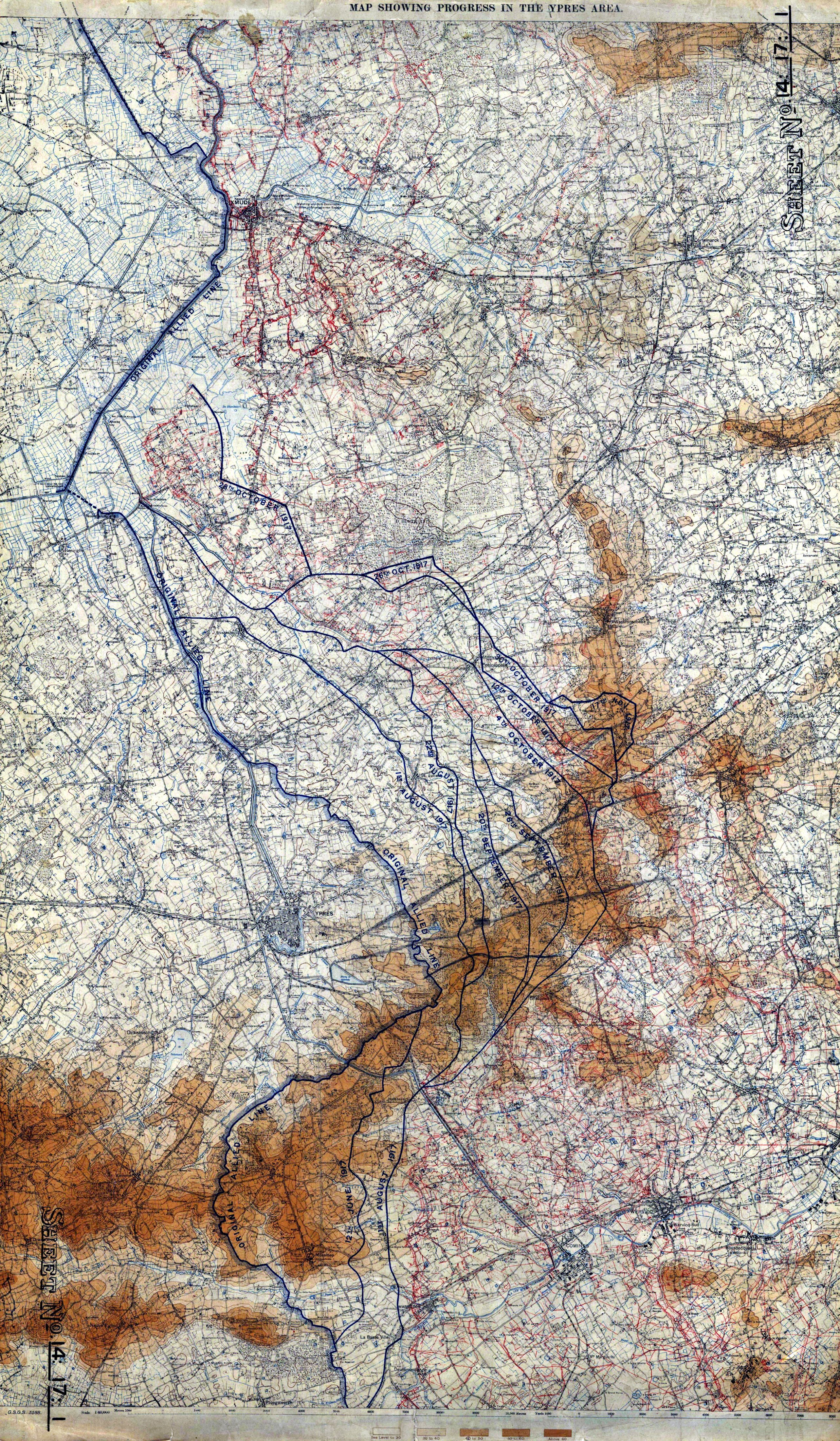
Mapa que muestra la topografía y las ubicaciones del saliente, detallando los avances británico-franceses en 1917.

La ciudad se encuentra ubicada en el cruce del canal Ypres-Comines y el río Ieperlee. La ciudad está dominada por Kemmelberg en el suroeste y desde el este por colinas bajas que corren de suroeste a noreste con Heuvelland, al este de Verbrandenmolen, Hooge, el bosque Polygoonbos y Passchendaele (Passendale). El punto más alto de la cresta está en Wytschaete, a 6.4 km de Ypres, mientras que en Hollebeke la cresta está a 3.7 km de distancia. Heuvelland está a unos 46 m sobre la llanura; en la carretera Ypres-Menin en Hooge, la elevación es de aproximadamente 30 m y 21 m en Passchendaele. Las subidas son leves, salvo en las inmediaciones de Zonnebeke. Desde Hooge y hacia el este, la pendiente es de 1:60 y cerca de Hollebeke, es de 1:75; las alturas son sutiles pero tienen el carácter de un labio de platillo. La cresta principal tiene estribaciones que se inclinan hacia el este y una es particularmente notable en Wytschaete, que corre 3.2 km al sureste hasta Messines (Mesen), con una pendiente suave hacia el este y una disminución de 1:10 hacia el oeste. Más al sur está el valle fangoso del río Douve, en el bosque de Ploegsteertbos y Hill 63. Al oeste de Messines Ridge se encuentra el paralelo Spanbroekmolen; el Oosttaverne Spur, también paralelo, está al este. El aspecto general al sur es de crestas bajas y depresiones, que se aplanan gradualmente hacia el norte en una llanura sin rasgos distintivos.

## Primera Guerra Mundial
En 1914 tenía 2.354 casas y 16.700 habitantes dentro de murallas medievales de tierra, revestidas de ladrillo y un foso en los lados este y sur. La posesión del terreno más alto al sur y al este de la ciudad brinda un amplio margen para la observación terrestre, el fuego de enfilada y el fuego de artillería convergente. Un ocupante de las crestas también tiene la ventaja de que las posiciones de artillería y el movimiento de refuerzos y suministros pueden ocultarse de la vista. La cresta tenía bosques desde Wytschaete hasta Zonnebeke, que brindaban una buena cobertura, algunos de tamaño notable como Polygon Wood y los que luego se llamaron Battle Wood, Shrewsbury Forest y Sanctuary Wood. Los bosques solían tener maleza, pero los campos en los espacios entre los bosques eran de 730–910 m de ancho y sin cobertura. Los caminos en esta área generalmente no estaban pavimentados, excepto los principales de Ypres, con aldeas y casas ocasionales. Las tierras bajas al oeste de la cordillera eran una mezcla de prados y campos con altos setos salpicados de árboles, cortados por arroyos y zanjas que desembocaban en los canales. El canal Ypres–Comines tiene aproximadamente 5.5 m de ancho y el Yperlee alrededor de 36 pies 11 m; la carretera principal entre Poperinge y Vlamertinge está en un desfiladero, fácilmente observable desde la cresta.

## Campo de batalla
Un aspecto destacado en términos militares es una característica del campo de batalla que se proyecta en el territorio de un oponente y está rodeado por tres lados, lo que hace que las tropas de ocupación sean vulnerables. A lo largo de la Primera Guerra Mundial y a lo largo del frente occidental, las tropas participaron en la guerra contra las minas, utilizando estrategias de túneles y trincheras sin coordinar sus ataques entre sí. Los soldados usaron túneles y piraguas para refugiarse, llegar con seguridad al frente, transmitir mensajes y lanzar ataques ofensivos contra sus enemigos.

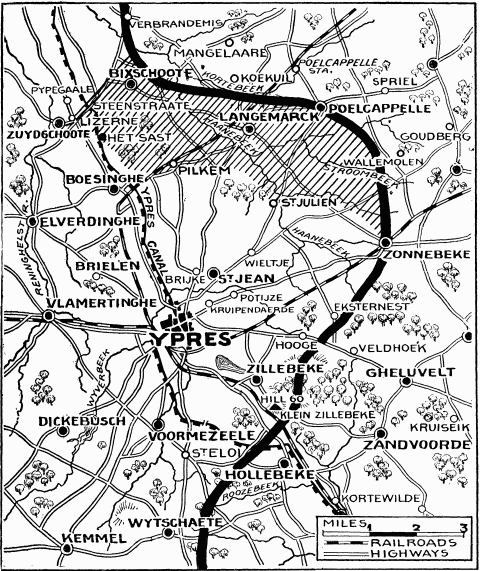
El saliente de Ypres durante la Segunda Batalla de Ypres

### Primera batalla de Ypres
El 29 de diciembre de 1914, las tropas alemanas se atrincheraron en un terreno más alto al este de Ypres y, en consecuencia, el Saliente de Ypres se formó gracias a los esfuerzos defensivos británicos, franceses, canadienses y belgas contra la incursión alemana durante la Carrera hacia el mar de 1914. Esto culminó en la Batalla del Yser y la Primera Batalla de Ypres, que duró hasta el 22 de noviembre. Unidades alemanas y británicas realizaron operaciones, avanzaron, capturaron territorio y atacaron usando minas y guerra subterránea en lugares como Broodseinde y Sint Elooi .

### Segunda y tercera batallas de Ypres
La Segunda Batalla de Ypres ocurrió del 22 de abril al 25 de mayo de 1915, los británicos y franceses defendieron Ypres y la esquina de Bélgica alrededor de Veurne de la ocupación alemana pero intensificaron la guerra de trincheras en el saliente. Ambos bandos compitieron por el control de áreas tácticamente importantes a lo largo de la línea. Obtener el control de las pocas colinas y crestas se convirtió en el objetivo de esta batalla en la que primero se desplegó gas venenoso como arma y se produjo la destrucción y evacuación generalizadas de Ypres. Durante esta batalla, las unidades aliadas se vieron obligadas a retirarse de Zonnebeke y St Julien a una línea de trincheras más cerca de Ypres mientras las tropas alemanas ocupaban el pueblo de Hooge en Bellewaerde Ridge.
Esta línea definió el saliente de Ypres durante más de dos años, durante los cuales Hooge se encontraba en uno de los sectores más orientales del saliente y fue muy disputado. Esta situación cambió poco, a pesar de los extensos túneles británicos antes de la Batalla de Messines en junio de 1917 y la Tercera Batalla de Ypres (Passchendaele) de julio a noviembre. Durante estas batallas, las tácticas cambiaron de la construcción de túneles ofensivos al mantenimiento de refugios y la construcción de refugios.

### Cuarta y quinta batalla de Ypres
Después de la Tercera Batalla de Ypres, el Saliente de Ypres quedó relativamente tranquilo hasta la Cuarta Batalla de Ypres, también conocida como la Batalla de Lys, cuando la ofensiva de primavera alemana amenazó con abrumar el área. Esta ofensiva se detuvo en el punto en que los aliados estaban más cerca de verse obligados a abandonar el saliente. En agosto de 1918, la Quinta Batalla de Ypres (parte de la Ofensiva de los Cien Días) empujó a las fuerzas alemanas fuera del saliente por completo y no regresaron.

## Actualidad
Después de la guerra de trincheras, quedan explosiones de minas, túneles extensos, cráteres y monumentos arqueológicos. Aunque muchos cráteres han sido cubiertos, reconstruidos, destruidos o remodelados, algunos todavía son visibles y pueden conservarse, como The Bluff, un lugar clave en la Primera Batalla de Ypres y ahora una reserva histórica bien estudiada donde se encontraron artefactos.
Usando el mapeo del Sistema de Información Geográfica (GIS), el Escaneo Láser Aerotransportado (ALS), la teledetección y las fotografías aéreas, investigaciones y trabajos arqueológicos más recientes han brindado información sobre el paisaje, las zonas de batalla y las tácticas empleadas. El análisis de los cráteres en el sitio arrojó información que confirma varios relatos históricos de contraminas y puntos calientes, además de especificar cuándo se usaron armas mineras en la Segunda Batalla de Ypres y cómo la Batalla de Messines fue importante para cambiar la geografía donde ocurrieron los principales conflictos de primera línea.